# جورجي باتشيدزييف
جورجي باتشيدزييف (بالبلغارية: Георги Пачеджиев)‏ (مواليد 1 مارس 1916) هو لاعب كرة قدم. يلعب مع منتخب بلغاريا لكرة القدم.

## روابط خارجية
- جورجي باتشيدزييف على موقع ناشيونال فوتبول تيمز (الإنجليزية)
- جورجي باتشيدزييف على موقع عالم كرة القدم.نت (الإنجليزية)